# Aelius Aristides
Publius Aelius Aristides Theodorus, cunoscut mai simplu drept Elius Aristide, (n. 117 - d. 181) a fost un orator și sofist grec din Imperiul Roman, care a fost activ în timpul împăraților Antoninus Pius și Marcus Aurelius. A fost unul dintre cei mai importanți reprezentanți ai curentului sofist târziu.